# The Cheeky Girls

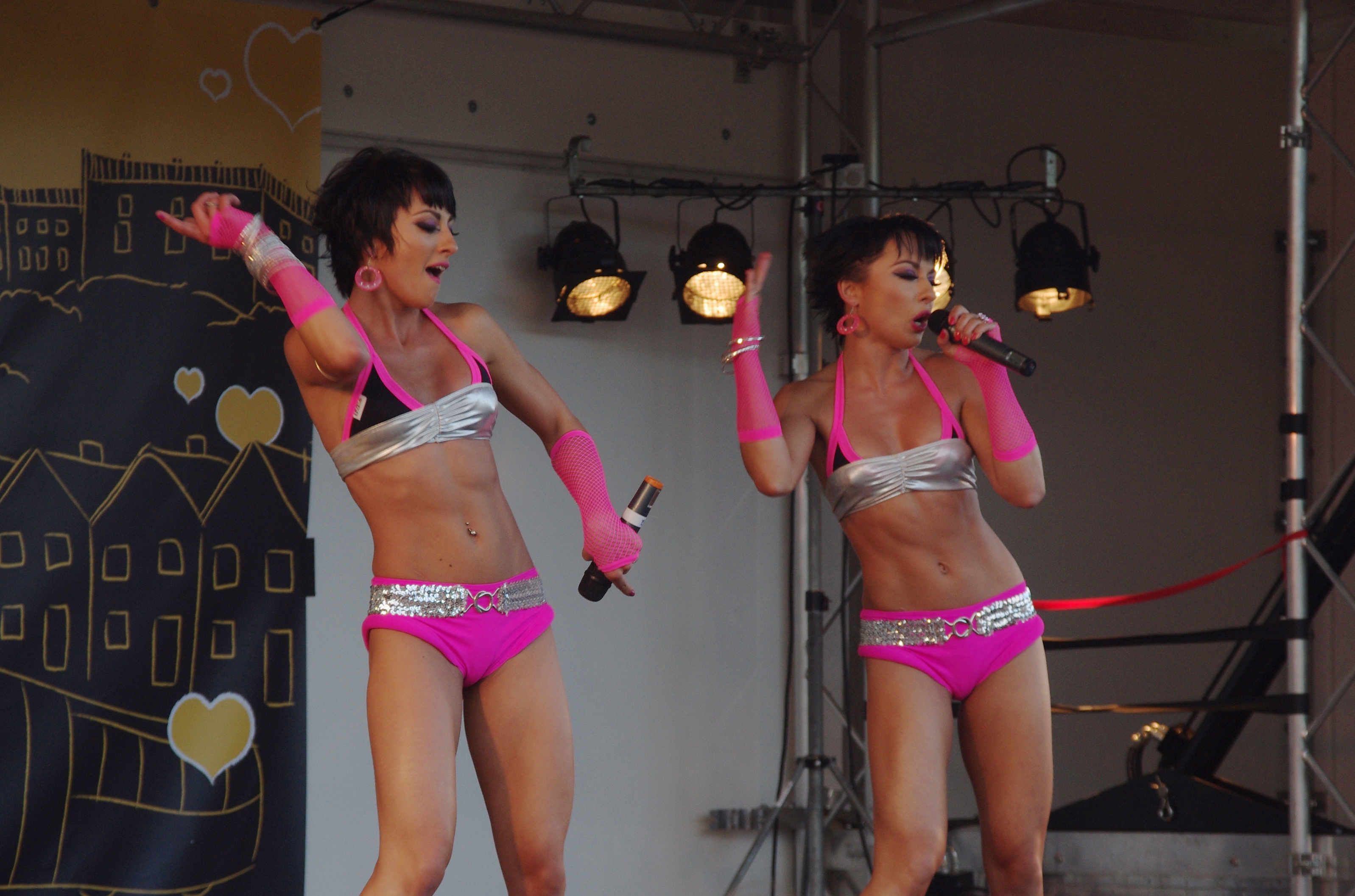
The Cheeky Girls la Nottingham Pride 2010

The Cheeky Girls este un grup muzical disco-pop englez, alcătuit din două surori gemene, Monica și Gabriela Irimia, născute în România la Cluj-Napoca, la 31 octombrie 1982. 

## Biografie
În ianuarie 2004 primul lor single, „The Cheeky Song (Touch my Bum)”, a stat 5 săptămâni în top 5 al UK singles chart, fiind numărul 2 timp de 4 săptămâni. 
Până în iulie 2003, melodia „The Cheeky Song” le-a adus vânzări totale de 800.000 de exemplare, care le-au adus cam un milion de lire sterline.
Gabriela (care este cu 10 minute mai în vârstă decât Monica) a fost implicată într-o relație amoroasă cu deputatul liberal-democrat britanic de origine estoniană Lembit Öpik, relație care s-a terminat în iulie 2008. Arhivat în 3 august 2008, la Wayback Machine.  Arhivat în 24 aprilie 2010, la Wayback Machine..Monica participând la concursul de dans Dansez pentru tine,împreună cu sora ei Gabriela, au rămas la duel, în urma duelului Gabriela a părăsit concursul,  Monica a reușit să câștige  locul întâi la acest concurs.În schimb Gabriela a reușit să ajungă până în semi-finala concursului culinar Masterchef România,dupa ce sora ei a fost eliminată.

## Viață artistică
Dansatoare💃🏻💃🏻💃🏻